# Белочел индри
Белочелите индри (Propithecus diadema), наричани също диадемни или диадемови сифака, са вид средноголеми бозайници от семейство Индриеви. Срещат се в отделни влажни тропични гори в източната част на Мадагаскар и са критично застрашени от изчезване.

## Физически характеристики
Белочелите индри са сред най-едрите лемуроподобни, като достигат на дължина до 105 сантиметра. 

## Поведение
Обикновено живеят на малки групи, наброяващи от два до десет индивида, които защитават своя собствена територия от 25 до 50 хектара. Активни са през деня и се хранят с разнообразна растителна храна.

## Подвидове
- подвид Propitecus diadema diadema
- подвид Propitecus diadema candidus